# 龙潭镇 (重庆市)
龙潭镇，是中华人民共和国重庆市涪陵区下辖的一个乡镇级行政单位。

## 行政区划
龙潭镇下辖以下地区：
龙腾社区、金龙社区、万寿村、大同村、义和村、五显村、铜岩村、万众村、新义村、石垭村、团田村、星光村、新乐村、民主村、德胜村、涪南村、群星村、双河村、和睦村、大寨村、先锋村和人民村。